# لغات ترانس غينيا الجديدة
لغات ترانس غينيا الجديدة هي أسرة من لغات البابوا التي يتم التحدث بها في غينيا الجديدة والجزر المجاورة لها والتي تعد أسرة اللغات الثالثة الأكبر في العالم. ويعتقد أنه قد تم ترسيخ جوهر اللغة، ولكن هناك شكوكًا حول حدودها وعضويتها الشاملة. وفي هذا الإطار، هناك ثلاثة اقتراحات رئيسية.

## تاريخ الاقتراح
على الرغم من أن لغات البابوا في الجزء الأكبر منها موثقة توثيقًا مناسبًا، فقد تم الاعتراف بالعديد من فروع لغات ترانس غينيا الجديدة. كان أول من اقترح لغات إيلمان هو إس. راي عام 1907، واقترح راي وجي إتش بي موراي أجزاءً من ماريند عام 1918 ولغات راي كوست في عام 1919 مرة أخرى على يد راي.
وكان المؤشر على وجود أسرة لغات ترانس غينيا الجديدة هو اقتراح ستيفن ورم عام 1960 لأسرة مرتفعات شرق جنوب غينيا. على الرغم من تفككها لوحدات (إلا أنها ظلت تابعة لترانس غينيا الجديدة) بواسطة مالكولم روز عام 2005، فقد وحدت فروعًا مختلفة من ترانس غينيا الجديدة للمرة الأولى، وربط إنجان وشيمبو واهيجي وجوروكا وكينانتو. (أضيفت دونا وكالام عام 1971.) ثم في عام 1970 أشار كليمنس فورهوف وكينيث مسيلهانون إلى 91 تشابهًا معجميًا بين وسط وشمال غينيا (CSNG) وأسر فينيستير هون التي أنشأها على التوالي قبل بضع سنوات. على الرغم من أنهم لم ينجحوا في فهم المراسلات الصحيحة العادية، ومن ثم لم يستطيعوا التمييز بين الكلمات المشتركة نتيجة للعلاقة النسبية، والكلمات المشتركة نتيجة للاستعارة، وتشابه الفرصة فقد أخذت أبحاثهم على محمل الجد. واختاروا الاسم ترانس غينيا الجديدة لأن تلك الأسرة الجديدة كانت أول من امتد لغينيا الجديدة، من شبه جزيرة بومبيراي من غرب إريان الغربية حتى شبه جزيرة هون لبي إن جي الشرقية. لاحظوا أيضًا أن الكلمات المشتركة المحتملة مع أسر ورم الأخرى ستُضاف لترانس غينيا الجديدة، وهي : ورم في مرتفعات شرق غينيا الجديدة وبينانداري في 'ذيل الطائر' لبابوا غينيا الجديدة وتوحدت أسرتا جون زاجراجين في أواخر (1971, 1975) في 100 لغة تابعة لأسرة مادانج أديلبرت رانج.

## اللغات
لا يتحدث معظم لغات ترانس غينيا الجديدة إلا بضعة آلاف من الناس، مع اللغات الأربع فقط (ميلبا وإنجا وغرب داني وإكاري) التي يتحدثها أكثر من 100,000. تعد ماكاساي في تيمور أكثر اللغات سكانًا خارج البر الرئيسي لغينيا الجديدة حيث تقدر بـ 70,000 نسمة.
يعد أكبر اختلاف لغوي في لغات ترانس غينيا الجديدة حسب اقتراح روز، وربما موقع وطن ترانس غينيا الجديدة البدائية، داخل المرتفعات الداخلية في أسرة بابوا غينيا الجديدة من وسط حتى جنوب كورديلارا غينيا الجديدة حيث افترض ورم للمرة الأولى أسرة المرتفعات في شرق غينيا الجديدة. وتتميز لغات بابوا الإندونيسية وجنوب شرق شبه جزيرة غينيا الجديدة ("زيل الطائر") بأن لها فروعًا ممتدة على نطاق أقل وأوسع لترانس غينيا الجديدة، وبالتالي فمن المحتمل أنها استقرت بواسطة متحدثين ترانس غينيا الجديدة بعد زوال اللغات البدائية. يخمن روز أن أسرة ترانس غينيا الجديدة ربما تكون قد انتشرت مع الكثافة السكانية العالية الناتجة عن استئناس تارو، التي استوطنت سريعًا في وديان المرتفعات العليا على طول كورديليرا، ولكنها انتشرت بشكل أبطأ في منخفضات الملارياولم تكن جميعها في مناطق مثل وادي نهر سيبيك حيث قام الناس بزراعة البطاطا وبذلك قاموا بدعم الكثافة السكانية العالية.. أشار روز إلى احتمالية وصول ترانس غينيا الجديدة للحد الأقصى الغربي، في الجزر القريبة من تيمور (جزيرة)، على الرغم من مرور أربعة آلاف إلى أربعة آلاف ونصف سنة، قبل التوسع في الأسترونيزية في تلك المنطقة.